# Sergey Chernetskiy
Sergey Chernetskiy, né le 9 avril 1990 à Sertolovo, est un coureur cycliste russe.

## Biographie
Sergey Chernetskiy devient professionnel en 2013 au sein de l'équipe Katusha. Quatrième du Tour d'Autriche, dix-huitième du Tour de Pologne, septième du Tour de Burgos, il obtient ses premières victoires professionnelles en août : vainqueur de la première étape du Tour des Fjords, il conserve la première place du classement général, gagne le contre-la-montre par équipes avec ses coéquipiers et remporte cette course par étapes.
En août 2014, le contrat qui le lie à Katusha est prolongé de deux saisons.
Au mois d'octobre 2016, il s'engage avec la formation Astana.
En 2018, il gagne le classement général de l'Arctic Race of Norway et termine huitième du Tour Poitou-Charentes remporté par Arnaud Démare.
En 2020, il est sélectionné pour représenter son pays aux championnats d'Europe de cyclisme sur route organisés à Plouay dans le Morbihan. Il se classe seizième de la course en ligne.
En avril 2021, il participe à Liège-Bastogne-Liège, où il est membre de l'échappée du jour.

## Palmarès sur route et classements mondiaux

### Palmarès amateur
- 2010
  - Classement général du Tour de Palencia
  - 2e de la Volta ao Ribeiro
- 2011
  - 3e étape du Tour de Zamora
- 2012
  - 2e étape de la Ronde de l'Isard d'Ariège
  - 2e et 6e (contre-la-montre) étapes du Tour de la Vallée d'Aoste
  - 2e de la Ronde de l'Isard d'Ariège
  - 2e du championnat de Russie du contre-la-montre espoirs
  - 2e du Tour de la Vallée d'Aoste
  - 2e du Grand Prix de la ville de Camaiore
  - 2e du Chrono champenois
  - 4e du Tour de l'Avenir
  - 9e du championnat du monde du contre-la-montre espoirs

### Palmarès professionnel
- 2013
  - 1reb étape de la Semaine internationale Coppi et Bartali (contre-la-montre par équipes)
  - Tour des Fjords :
    - Classement général
    - 1re et 3e étapes (contre-la-montre par équipes)
- 2014
  - 2e du championnat de Russie du contre-la-montre
  - 2e du Tour d'Almaty
  - 3e du Grand Prix Miguel Indurain
  - 5e du Tour de Pékin
- 2015
  - 6e étape du Tour de Catalogne
- 2016
  -  Champion de Russie du contre-la-montre
  - 10e du Tour de Suisse
- 2017
  - 10e du Tour de Lombardie
- 2018
  - Classement général de l'Arctic Race of Norway
  - 3e du Tour du Guangxi

### Résultats sur les grands tours

#### Tour d'Italie
1 participation
- 2015 : 114e

#### Tour d'Espagne
3 participations
- 2014 : 113e
- 2017 : 94e
- 2019 : 111e

### Classements mondiaux
| Année           | 2010 | 2011 | 2012 | 2013 | 2014 | 2015 | 2016 |
| --------------- | ---- | ---- | ---- | ---- | ---- | ---- | ---- |
| UCI World Tour  |      |      |      | nc   | 85e  | 150e | 164e |
| UCI Europe Tour | 781e | 456e | 37e  |      |      |      | 108e |

## Palmarès sur piste

### Championnats d'Europe
- Saint-Pétersbourg 2010
  -  Champion d'Europe de poursuite par équipes espoirs (avec Valery Kaykov, Artur Ershov et Sergey Shilov)
- Anadia 2011
  -  Champion d'Europe de poursuite par équipes espoirs (avec Maxim Kozyrev, Artur Ershov et Kirill Sveshnikov)
  -  Médaillé d'argent de la poursuite individuelle espoirs